# Sophie Johanna Maria af Isenburg-Birstein
Sophie Johanna Maria af Isenburg (født 7. marts 1978 i Frankfurt am Main) er en tysk prinsesse, der er gift med Georg Friedrich af Preussen. Han blev overhoved for tidligere preussiske kongehus i 1994.

## Slægten Isenburg
Isenburg er slægt af rigsgrever og fyrster, der indtil 1822 regerede områder i Hessen og Rheinland-Pfalz, fortrinsvis i Main-Kinzig-Kreis, Landkreis Neuwied, Wetteraukreis og Landkreis Offenbach. I 1815 fik slægten status som standsherrer.
Sophie af Isenburg har brødre og to søstre: 
- Katharina af Isenburg-Birstein (født 1971), gift med Martin af Østrig-Este (født 1959), svigerinde til ærkehertug Lorenz af Østrig-Este (født 1955) og prinsesse Astrid af Belgien (født 1962).
- Isabelle af Isenburg-Birstein (født 1973), gift med Carl, 8. fyrste af Wied (1961 – 2015).

## Familie
Sophie af Isenburg blev gift med Georg Friedrich af Preussen i august 2011.
Parret fik to tvillingesønner den 20. januar 2013, og de fik en datter den 2. april 2015 i Bremen:
1. Carl Friedrich af Preussen
2. Louis Ferdinand af Preussen
3. Emma Marie af Preussen

1. ↑  Navnet er anført på engelsk og stammer fra Wikidata hvor navnet endnu ikke findes på dansk.
2. ↑  Navnet er anført på engelsk og stammer fra Wikidata hvor navnet endnu ikke findes på dansk.
3. ↑  Navnet er anført på engelsk og stammer fra Wikidata hvor navnet endnu ikke findes på dansk.